# Johnny Reb

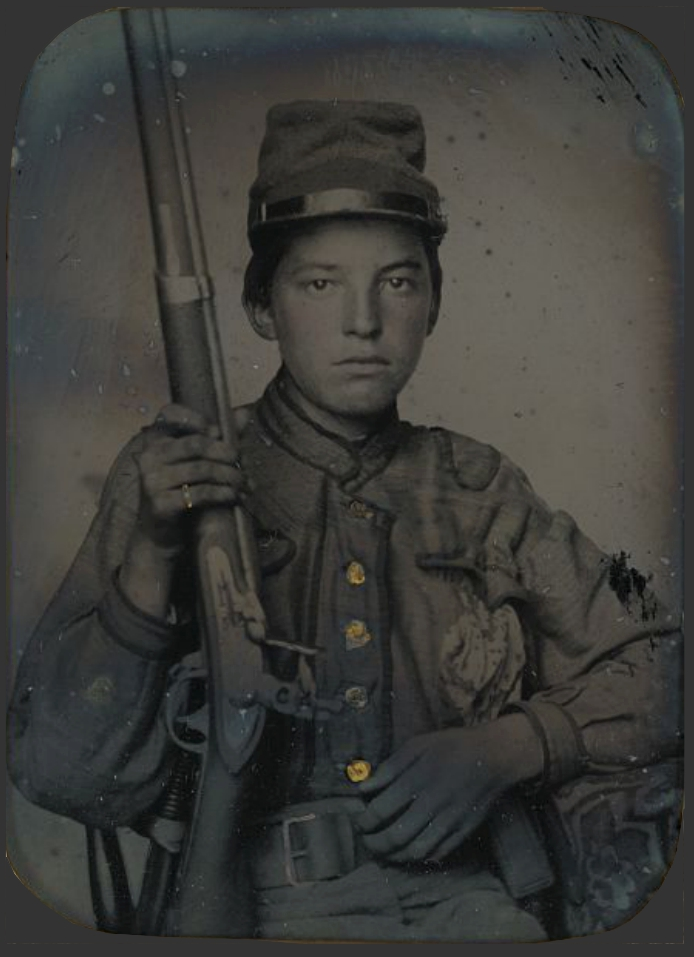
Un « Johnny Reb »

Johnny Reb était le surnom péjoratif par lequel les Yankees désignaient les soldats sudistes durant la guerre de Sécession. L'origine serait la contraction de l'expression « Johnny the Rebel ».
Les Sudistes se sont ensuite appropriés ce surnom pour l'intégrer à leur image « nationale ».
C'est également le surnom du porte-avions américain USS John C. Stennis, John Stennis ayant été sénateur du Mississippi, un État sudiste.

## Utilisation en musique
- Un personnage de Johnny Reb apparaît dans le morceau Swan Swan H. de R.E.M. (sur l'album Lifes Rich Pageant)
- Johnny Reb est également le titre d'un morceau de Johnny Horton sur les derniers moments de la guerre de Sécession
- Johnny Reb est une chanson de Johnny Cash, dans l’album Johnny Cash sings the true West, 1965